# Anita
Anita  è un nome proprio di persona italiano femminile.

## Origine e diffusione
Si tratta di un diminutivo di Ana, nome spagnolo e portoghese corrispondente all'italiano Anna.
La sua diffusione in Italia è dovuta principalmente alla fama di Anita Garibaldi, la moglie brasiliana di Giuseppe Garibaldi, ed è stata successivamente aiutata dal successo dell'attrice svedese Anita Ekberg. In inglese è in uso dal XIX secolo.
Oltre che nelle lingue native e in italiano, il nome è attestato anche in inglese, croato, sloveno, olandese, norvegese, danese, svedese, polacco, finlandese e lettone.

## Onomastico
L'onomastico coincide con quello del nome Anna, che viene festeggiato solitamente il 26 luglio in memoria di sant'Anna, madre della Madonna.

## Persone
- Anita Augspurg, femminista tedesca
- Anita Baker, cantante statunitense

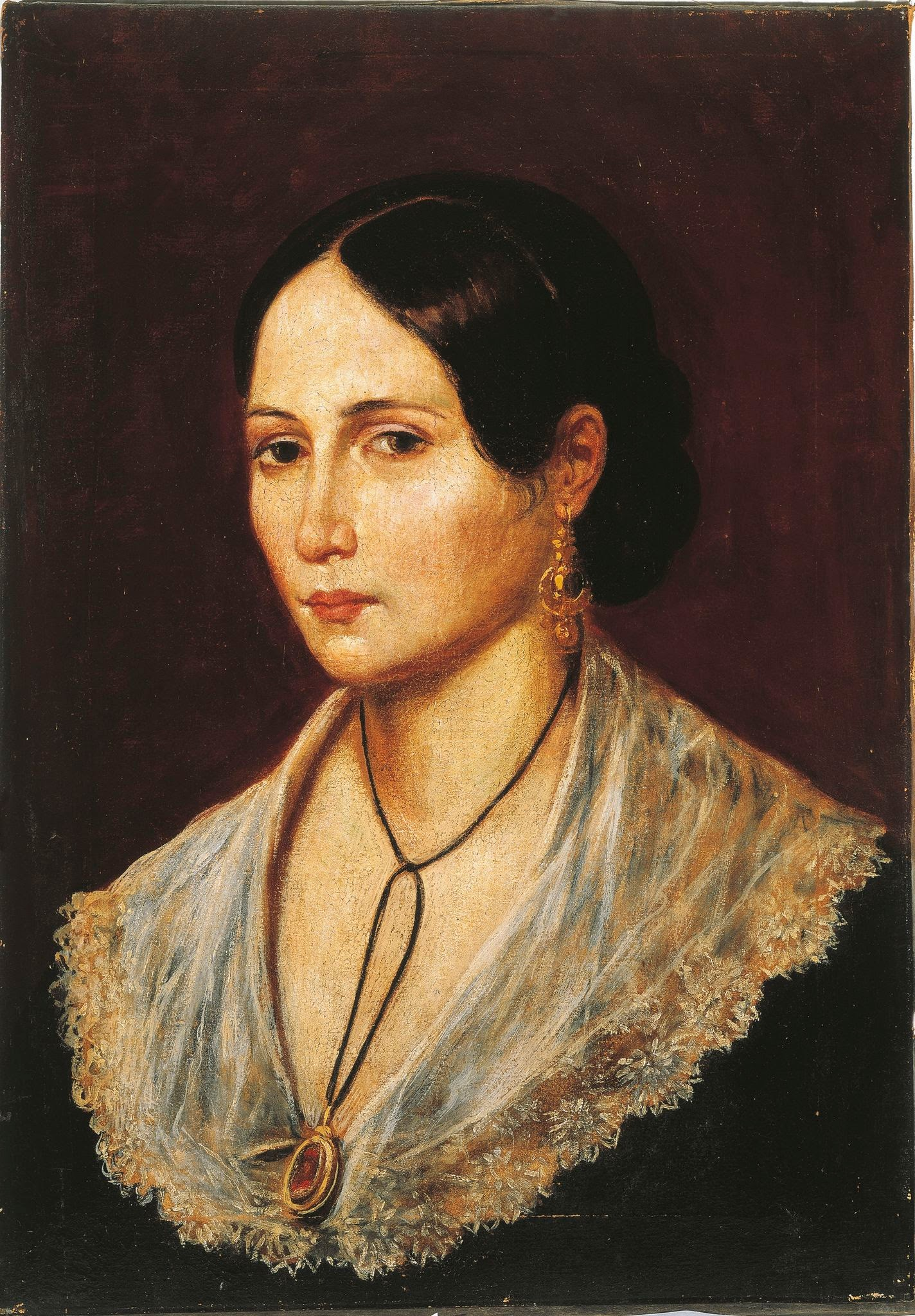
Anita Garibaldi

- Anita Bartolucci, attrice e doppiatrice italiana
- Anita Berber, ballerina, attrice e scrittrice tedesca
- Anita Caprioli, attrice italiana
- Anita Carter, cantante statunitense
- Anita Cerquetti, soprano italiano
- Anita Dunn, politica e funzionaria statunitense
- Anita Ekberg, attrice svedese
- Anita Garibaldi, rivoluzionaria brasiliana
- Anita Louise, attrice statunitense
- Anita O'Day, cantante statunitense
- Anita Simoncini, cantante sammarinese
- Anita Stewart, attrice statunitense
- Anita Todesco, attrice italiana

## Il nome nelle arti
- Anita è un personaggio dei fumetti di Guido Crepax.
- Anita Blake è la protagonista dell'omonima serie di romanzi scritta da Laurell K. Hamilton.
- Anita Falco è un personaggio della soap opera Un posto al sole.
- Anita Ferri è un personaggio della soap opera CentoVetrine.
- Anita Radcliffe è un personaggio del film Disney del 1961 La carica dei 101.
- Anita Sclavi è un personaggio della serie televisiva I segreti di Borgo Larici.

## Toponimi
- Nel comune di Argenta è presente una piccola frazione di fondazione recente chiamata "Anita" in onore di Anita Garibaldi (che morì di malaria lì vicino, a Mandriole).
- Da Anita Garibaldi prende il nome anche Anita Garibaldi, un comune dello stato di Santa Catarina, in Brasile.

## Il nome nella scienza e nella tecnica
- Anita e Arabella erano i nomi di due esemplari di ragni crociati spediti nello spazio nel 1973[6].